# Welwitschiella neriifolia
Welwitschiella neriifolia es la única especie del género monotípico Welwitschiella perteneciente a la familia de las asteráceas. Es originaria de Angola.

## Taxonomía
Welwitschiella neriifolia fue descrita por Karl August Otto Hoffmann y publicado en Die Natürlichen Pflanzenfamilien 4(5): 390. 1894.